# Pat Fallon
Patrick Edward Fallon (ur. 19 grudnia 1967) – amerykański polityk i biznesmen, pełniący funkcję członka Izby Reprezentantów z 4. okręgu kongresowego Teksasu od 2021 roku. W latach 2019–2021 pełnił funkcję senatora teksańskiego senatu z 30. okręgu senackiego Teksasu. Fallon był również członkiem Izby Reprezentantów stanu Teksas w latach 2012-2019. Jest członkiem Partii Republikańskiej.